# Iddris Sandu
 (décembre 2021).
Pour les articles homonymes, voir Sandu.
Iddris Sandu, né le 7 mai 1997 à Accra, est un architecte numérique.
Il crée la première expérience de magasin de détail intelligent au monde avec Nipsey Hussle. Le magasin s'appelle The Marathon Store. Il code et crée des algorithmes,,.

## Biographie

### Jeunesse
Sandu naît à Accra, au Ghana. Sa famille déménage aux États-Unis quand il a 3 ans. Il commence à apprendre et à faire de la programmation informatique à l'âge de dix ans dans une bibliothèque publique. Il grandit à Harbour City, Los Angeles, Californie. À l'âge de 13 ans, Sandu est stagiaire et travaille sur plusieurs projets Google. L'un des projets sur lesquels il travaille est Google Plus. À l'âge de 15 ans, il crée une application pour smartphone qui permet à ses camarades de classe de trouver plus facilement leurs salles de classe. Sandu a également plaidé en faveur des STEM dans le programme d'études du secondaire.
Il choisit de ne pas chercher à fréquenter un établissement d'enseignement supérieur après le lycée. Il décide de faire du stage et du conseil, en travaillant avec des sociétés telles que Boeing, Twitter, Lockheed Martin, Raytheon, Uber, Snapchat et Instagram.
À l'âge de 19 ans, Sandu crée ses propres applications et logiciels.

### Carrière
En tant que consultant et ingénieur en conception technologique, il consulte pour des entreprises telles que Twitter et Snapchat. Pour Uber, il crée le logiciel appelé Autonomous Collision Detection Interface, un logiciel qui détecte le mouvement et la position de la main d'un conducteur,,. Sandu est majoritairement autodidacte.
Il a travaillé avec Kanye West, Rihanna et Jaden Smith.

## Distinctions
À l'âge de 15 ans, il reçoit un certificat d'éloge de Barack Obama.